# جيمس براينت (لاعب كرة قدم أمريكية)
جيمس براينت (بالإنجليزية: James Bryant)‏ هو لاعب كرة قدم أمريكية أمريكي، ولد في 18 ديسمبر 1985 في ريدينغ في الولايات المتحدة.

## وصلات خارجية
- جيمس براينت على موقع بوكس ريك (الإنجليزية) (registration required)